# Sibil·la d'Anjou
|  | No confongueu amb Sibil·la de Jerusalem, reina de Jerusalem |

Sibil·la d'Anjou (1112 – 1165) va ser comtessa consort de Flandes. Era filla de Folc V d'Anjou i Ermengarda del Maine, i es va casar amb Guillem Cliton i posteriorment amb Teodoric d'Alsàcia. Va ser regent de Flandes entre 1147 i 1149.
Al 1123, Sibil·la es va casar amb Guillem Cliton, fill del duc normand Robert Courthose i futur comte de Flandes. Sibil·la va aportar el comtat de Maine a aquest matrimoni, que va ser anul·lat en 1124 a causa de la consanguinitat. L'anul·lació va ser dictada pel papa Honori II a petició d'Enric I d'Anglaterra, oncle de Guillem. Folc, el pare de Sibil·la, es va oposar a aquesta anul·lació i no va donar el seu consentiment fins que Honori el va excomunicar i va imposar un interdicte el Comtat d'Anjou. Sibil·la va acompanyar llavors al seu pare al regne creuat de Jerusalem, on Folc, vidu, es va casar amb Melisenda, hereva del regne, i es va convertir en rei al 1131. Al 1139, Sibil·la es va casar amb Teodoric, comte de Flandes, que feia la seva primer pelegrinatge a Terra Santa.
Va tornar a Flandes amb el seu nou marit, i quan aquest va partir a la Segona Croada, Sibil·la, que es trobava embarassada, va actuar com a regent del país. Balduí V, comte d'Hainaut, va aprofitar aquesta oportunitat per atacar Flandes, però Sibil·la va contraatacar saquejant el Comtat d'Hainaut. En resposta, Balduí va saquejar Artois. L'arquebisbe de Reims va intervenir en la disputa i va aconseguir que es signés una treva, però Teodoric es va venjar de Balduí al seu retorn al 1149.
Al 1157 va viatjar amb Teodoric en la seva tercera peregrinació, però després d'arribar a Jerusalem es va separar del seu marit i es va negar a tornar a Flandes amb ell. Es va fer religiosa al convent de Santa Marta i Santa Maria de Betània, on era abadessa la germana de la seva madrastra, Ioveta de Betània. Ioveta i Sibil·la van donar suport a la reina Melisenda i van tenir certa influència en l'Església. També van donar suport a l'elecció d'Amalric de Nesle com Patriarca llatí de Jerusalem. Sibil·la va morir a Betània a 1165.

## Descendents
Sibil·la va tenir sis fills amb Teodoric:
- Felip d'Alsàcia, comte de Flandes
- Mateu d'Alsàcia, comte de Boulogne, per casament amb Maria de Boulogne
- Margarida d'Alsàcia, comtessa de Flandes i Hainaut, casada smb Balduí V d'Hainaut
- Gertrudis d'Alsàcia, comtessa de Savoia, casada amb Humbert III de Savoia i posteriorment amb Hug III d'Oisy.
- Matilde, abadessa de Fontevraud
- Pere de Flandes, bisbe de Cambrai